# Odagaon
Odagaon es una ciudad censal situada en el distrito de Nayagarh en el estado de Odisha (India). Su población es de 5401 habitantes (2011). Se encuentra a 103 km de Bhubaneswar. 

## Demografía
Según el censo de 2011 la población de Odagaon era de 5401 habitantes, de los cuales 2821 eran hombres y 2580 eran mujeres. Odagaon tiene una tasa media de alfabetización del 87,91%, superior a la media estatal del 72,87%: la alfabetización masculina es del 92,85%, y la alfabetización femenina del 82,63%.